# 厚瓣玉凤花
厚瓣玉凤花（学名：Habenaria delavayi）为兰科玉凤花属下的一个种。

## 扩展阅读
- 維基物種上的相關：厚瓣玉凤花